# Декаполис (Эльзас)
Декаполис (Десятиградье; нем. Zehnstädtebund, фр. Décapole) — союз 10 свободных городов Эльзаса, обеспечивающих не только военную, но и экономическую взаимопомощь, в период Германской эпохи и под властью Франции. 

## История
Духовенство, охраняя интересы своей церкви, совместно с рыцарями обременяли горожан тяжёлыми поборами и пользовались своим правом юрисдикции в ущерб интересам городов страны (края). В это время в городах Эльзаса стали значительно развиваться ремёсла и торговля, произведённым товаром, и горожане стали стремиться к независимости от епископской и рыцарской власти. В середине XIV века цеховая организация в городах края всё крепла и со временем приобрела всё большую политическую власть.
В 1354 году император Карл IV объединил десять городов (Мюльгаузен (ныне Мюлуз), Вайссенбург (ныне Висамбур) и другие) в группу городов, названную Декаполис. Выкупленные муниципалитетами, находившимися под управлением цехов, у императора Священной Римской империи городские привилегии давали широкие права городам Эльзаса для самоуправления и почти полную политическую самостоятельность. Это дало право вольным имперским городам возводить укрепления, иметь собственные суд, налоги, рынки. ярмарки и так далее. К союзу не присоединился только Мюльгаузен, заключивший в 1515 году союз с Берном и Золотурном и ставший независимой республикой, ассоциированной с Швейцарской конфедерацией (но не вошедшей в её состав), и присоединившийся к Франции только в 1798 году. 
Некоторые имперские города, входивших в Десятиградье, например Обернхейм (Оберне) и Кольмар, получили от императора Священной Римской империи привилегию не допускать евреев, так же как Кайзерберг и Шлетштадт (Селеста).
Через 4 года к Декаполису присоединился Зельц (фр. Seltz), который однако в 1418 году отошёл обратно к федеральному правительству. После ухода Мюльхаузена (Мюлуза) в 1515 году, Декаполис формально вышел за пределы Эльзаса, присоединив пфальцский Ландау (1521).
Тридцатилетняя война, в период 1618 — 1648 годов, практически разорила и ослабила Декаполис. Союз городов пережил присоединение (аннексию) к Франции Людовиком XIV в 1678 году, десять городов сохранили самостоятельность и положение имперских городов, и был упразднён во время Французской революции, и города утратили свою независимость.

## Список городов
1. Хагенау (ныне — Агно)
2. Кольмар
3. Тюркхайм (ныне — Тюркайм)
4. Вайссенбург (ныне — Висамбур)
5. Оберенхайм (ныне — Оберне)
6. Кайзерсберг
7. Росхайм (ныне — Росайм)
8. Мюнстер
9. Шлеттштадт (ныне — Селеста)
10. Мюльхаузен (ныне — Мюлуз)